# Heinrich von Gersdorff
Heinrich von Gersdorff (auch Heinrich von Gersdorf; † 14. Juli 1557) war kursächsischer Rat und Oberhauptmann im Erzgebirgischen Kreis.

## Leben
Er war ein Sohn von Sebastian von Gersdorff. 1529 erbte er nach dessen Tod Ruhland in der Oberlausitz.
1540 verkaufte Heinrich von Gersdorff das Gut wieder und wurde Berghauptmann von Annaberg im Erzgebirge. In den nächsten Jahren wurde er Hofmeister der Herzogin Agnes von Sachsen. 1547 war von Gersdorff Amtmann von Wolkenstein und Oberhauptmann im Erzgebirgischen Kreis.
1550 wurde ihm die Pfandherrschaft Dobrilugk in der Niederlausitz von Kaiser Ferdinand übertragen. Dort begann er mit dem Umbau des Abtshauses zu einem Schloss.
1557 starb er.

## Ehen und Nachkommen
Heinrich von Gersdorff war verheiratet mit
1. Mechthild († 22. Januar 1554), Tochter von Rudolph von Bünau auf Teschen, mit 11 Kindern, u. a.
- Rudolph, auf Guteborn, Pfandbesitzer von Dobrilugk 1557–1589
- Heinrich (1543–1596), Mitinhaber der  Pfandherrschaft Dobrilugk 1557, bestattet in der Frauenkirche Dresden, war verheiratet mit 1) Agnes von Bernstein; 2) Hedwig von Falcke; 3) Maria von Runge
- Volckmar (Volkmar), Mitinhaber der Pfandherrschaft Dobrilugk seit 1557
- Heinrich Otto († 1617), auf Buchwäldchen und Kleinhof, Pfandbesitzer von Dobrilugk 1589–1602

2. Clara von Breitenbach; heiratete 1560 Christoph von Carlowitz

## Epitaph
Heinrich von Gersdorff und Mechthild von Bünau sind auf einem prächtigen farbigen Epitaph in der Kirche St. Marien in Kirchhain in der Südseite des Chors dargestellt.